# Рампа (Верона)
Рампа је насеље у Италији у округу Верона, региону Венето.
Према процени из 2011. у насељу је живело 98 становника. Насеље се налази на надморској висини од 83 м.